# Såstjärnarna
Såstjärnarna är en sjö i Åre kommun i Jämtland och ingår i Indalsälvens huvudavrinningsområde. Sjön har en area på 0,0706 kvadratkilometer och ligger 552,2 meter över havet.

## Delavrinningsområde
Såstjärnarna ingår i det delavrinningsområde (703074-137302) som SMHI kallar för Utloppet av Helgesjön. Medelhöjden är 489 meter över havet och ytan är 40,6 kvadratkilometer. Räknas de 3 avrinningsområdena uppströms in blir den ackumulerade arean 68,87 kvadratkilometer. Slagsån som avvattnar avrinningsområdet har biflödesordning 3, vilket innebär att vattnet flödar genom totalt 3 vattendrag innan det når havet efter 298 kilometer. Avrinningsområdet består mestadels av skog (72 procent). Avrinningsområdet har 7,05 kvadratkilometer vattenytor vilket ger det en sjöprocent på 17,4 procent.